# Sofia Carlotta di Württemberg
Sofia Carlotta di Württemberg (Stoccarda, 22 febbraio 1671 – Allstedt, 11 settembre 1717) è stata una nobildonna tedesca membro del casato di Württemberg e per matrimonio Duchessa di Sassonia-Eisenach.

## Biografia
Nata a Stoccarda, era la nona degli undici figli di Eberardo III, duca di Württemberg e della sua seconda moglie, la Contessa Maria Dorotea Sofia di Oettingen-Oettingen. Dei dieci fratelli e sorelle di Sofia Carlotta, soltanto lei ed i suoi tre fratelli celibi Giorgio Federico, Luigi e Giovanni Federico sopravvissero all'età adulta; inoltre, avevano quattordici fratellastri e sorellastre più grandi nati dal primo matrimonio del padre con Anna Caterina, Wild- e Renegravia di Salm-Kyrburg, di cui soltanto otto erano sopravvissuti: Sofia Luisa, per matrimonio Margravia di Brandeburgo-Bayreuth, Cristina Federica, per matrimonio Contessa di Oettingen-Oettingen, Cristina Carlotta, per matrimonio Principessa della Frisia orientale, Guglielmo Ludovico, Duca di Württemberg, Anna Caterina (nubile), Eberardina Caterina, per matrimonio Principessa di Oettingen-Oettingen, Federico Carlo, Duca di Württemberg-Winnental e Carlo Massimiliano (celibe).

### Matrimonio
A Kirchheim unter Teck il 20 settembre 1688, Sofia Carlotta sposò Giovanni Giorgio II, Duca di Sassonia-Eisenach. Non ebbero figli.
Il duca Giovanni Giorgio II morì di vaiolo il 10 novembre 1698. Sofia Carlotta non si risposò mai, sopravvivendo a suo marito di diciotto anni. Morì a Allstedt all'età di 46 e fu sepolta nella chiesa di San Giorgio ad Eisenach.

## Ascendenza
|                                            |   |                                        | Genitori                        |  |  | Nonni |  |  | Bisnonni                  |  |  | Trisnonni                           |  |
|                                            |   |                                        |                                 |  |  |       |  |  | Federico I di Württemberg |  |  | Giorgio I di Württemberg-Mömpelgard |  |
|                                            |   |                                        |                                 |  |  |       |  |  | Federico I di Württemberg |  |  | Giorgio I di Württemberg-Mömpelgard |  |
|                                            |   | Barbara d'Assia                        |                                 |  |  |       |  |  | Federico I di Württemberg |  |  |                                     |  |
| Giovanni Federico di Württemberg           |   |                                        |                                 |  |  |       |  |  | Federico I di Württemberg |  |  |                                     |  |
|                                            |   | Sibilla di Anhalt                      | Gioacchino Ernesto di Anhalt    |  |  |       |  |  |                           |  |  |                                     |  |
|                                            |   | Sibilla di Anhalt                      | Gioacchino Ernesto di Anhalt    |  |  |       |  |  |                           |  |  |                                     |  |
|                                            |   | Sibilla di Anhalt                      | Agnese di Barby-Mühlingen       |  |  |       |  |  |                           |  |  |                                     |  |
| Eberardo III di Württemberg                |   | Sibilla di Anhalt                      |                                 |  |  |       |  |  |                           |  |  |                                     |  |
|                                            |   | Gioacchino III Federico di Brandeburgo | Giovanni Giorgio di Brandeburgo |  |  |       |  |  |                           |  |  |                                     |  |
|                                            |   | Gioacchino III Federico di Brandeburgo | Giovanni Giorgio di Brandeburgo |  |  |       |  |  |                           |  |  |                                     |  |
|                                            |   | Gioacchino III Federico di Brandeburgo | Sofia di Legnica                |  |  |       |  |  |                           |  |  |                                     |  |
| Barbara Sofia di Brandeburgo               |   | Gioacchino III Federico di Brandeburgo |                                 |  |  |       |  |  |                           |  |  |                                     |  |
|                                            |   | Caterina di Brandeburgo-Küstrin        | Giovanni di Brandeburgo-Küstrin |  |  |       |  |  |                           |  |  |                                     |  |
|                                            |   | Caterina di Brandeburgo-Küstrin        | Giovanni di Brandeburgo-Küstrin |  |  |       |  |  |                           |  |  |                                     |  |
|                                            |   | Caterina di Brandeburgo-Küstrin        | Caterina di Brunswick-Lüneburg  |  |  |       |  |  |                           |  |  |                                     |  |
| Sofia Carlotta di Württemberg              |   | Caterina di Brandeburgo-Küstrin        |                                 |  |  |       |  |  |                           |  |  |                                     |  |
|                                            | … | …                                      |                                 |  |  |       |  |  |                           |  |  |                                     |  |
|                                            | … | …                                      |                                 |  |  |       |  |  |                           |  |  |                                     |  |
|                                            | … | …                                      |                                 |  |  |       |  |  |                           |  |  |                                     |  |
| …                                          | … |                                        |                                 |  |  |       |  |  |                           |  |  |                                     |  |
|                                            |   | …                                      | …                               |  |  |       |  |  |                           |  |  |                                     |  |
|                                            |   | …                                      | …                               |  |  |       |  |  |                           |  |  |                                     |  |
|                                            |   | …                                      | …                               |  |  |       |  |  |                           |  |  |                                     |  |
| Maria Dorotea Sofia di Oettingen-Oettingen |   | …                                      |                                 |  |  |       |  |  |                           |  |  |                                     |  |
|                                            |   | …                                      | …                               |  |  |       |  |  |                           |  |  |                                     |  |
|                                            |   | …                                      | …                               |  |  |       |  |  |                           |  |  |                                     |  |
|                                            |   | …                                      | …                               |  |  |       |  |  |                           |  |  |                                     |  |
| …                                          |   | …                                      |                                 |  |  |       |  |  |                           |  |  |                                     |  |
|                                            |   | …                                      | …                               |  |  |       |  |  |                           |  |  |                                     |  |
|                                            |   | …                                      | …                               |  |  |       |  |  |                           |  |  |                                     |  |
|                                            |   | …                                      | …                               |  |  |       |  |  |                           |  |  |                                     |  |
|                                            |   | …                                      |                                 |  |  |       |  |  |                           |  |  |                                     |  |